# Parijs-Camembert 2020
De 81e editie van de wielerwedstrijd Parijs-Camembert vond plaats op 22 september 2020. De start van deze editie was in Pont-Audemer en de finish lag in Livarot.
Normaliter vind deze wedstrijd plaats in het begin van april. Echter werd deze editie verplaatst naar september in verband met de coronapandemie. 
Deze editie werd gewonnen door de Fransman Dorian Godon, in de sprint versloeg hij de Nederlander Maurits Lammertink. Godon volgde hiermee zijn landgenoot Benoît Cosnefroy op. Nacer Bouhanni kwam als derde over de eindstreep.
De wedstrijd was onderdeel van de UCI Europe Tour.
In de koers waren in totaal ruim 2300 hoogtemeters opgenomen.

## Uitslag
| Plaats  | Naam                   | Ploeg                      | tijd     |
| ------- | ---------------------- | -------------------------- | -------- |
| Winnaar | Dorian Godon           | AG2R La Mondiale           | 4u23'41" |
| 2       | Maurits Lammertink     | Circus-Wanty Gobert        | z.t.     |
| 3       | Nacer Bouhanni         | Arkéa Samsic               | +8"      |
| 4       | Andrea Vendrame        | AG2R La Mondiale           | z.t.     |
| 5       | Eduard-Michael Grosu   | NIPPO DELKO One Provence   | z.t.     |
| 6       | Luca Mozzato           | B&B Hotels-KTM             | z.t.     |
| 7       | Vjatsjeslav Koeznetsov | Gazprom-RusVelo            | z.t.     |
| 8       | Anthony Maldonado      | Saint Michel-Auber 93      | z.t.     |
| 9       | Axel Zingle            | NIPPO DELKO One Provence   | z.t.     |
| 10      | Tom Wirtgen            | Bingoal-Wallonie Bruxelles | z.t.     |

1946 · 1947 · 1948 · 1949 · 1950 · 1951 · 1952 · 1953 · 1954 · 1955 · 1956 · 1957 · 1958 · 1959 · 1960 · 1961 · 1962 · 1963 · 1964 · 1965 · 1966 · 1967 · 1968 · 1969 · 1970 · 1971 · 1972 · 1973 · 1974 · 1975 · 1976 · 1977 · 1978 · 1979 · 1980 · 1981 · 1982 · 1983 · 1984 · 1985 · 1986 · 1987 · 1988 · 1989 · 1990 · 1991 · 1992 · 1993 · 1994 · 1995 · 1996 · 1997 · 1998 · 1999 · 2001 · 2002 · 2003 · 2004 · 2005 · 2006 · 2007 · 2008 · 2009 · 2010 · 2011 · 2012 · 2013 · 2014 · 2015 · 2016 · 2017 · 2018 · 2019 · 2020 · 2021 · 2022 · 2023 · 2024